# Ema Horvath
Ema Horvath (Atlanta, 28 gennaio 1994) è un'attrice statunitense, apparsa in film come Like. Share. Follow. (2017), The Gallows Act II e The Mortuary Collection (entrambi del 2019). Dal 2022 interpreta Eärien, la sorella di Isildur, nella serie televisiva fantasy di Amazon Prime Il Signore degli Anelli - Gli Anelli del Potere.

## Biografia
Ema H. Horvath è nata e cresciuta negli Stati Uniti da una coppia di immigrati slovacchi. La prima esperienza con la recitazione è avvenuta all'età di cinque anni, nel ruolo di un tulipano presso il teatro locale.
Horvath ha studiato recitazione per due anni all'Interlochen Center for the Arts. Ha poi conseguito un Bachelor of Arts in letteratura inglese presso l'Università di Harvard.
In uno dei suoi primi ruoli ha interpretato il personaggio principale di Katerina in una produzione tutta al femminile de La bisbetica domata di Shakespeare.
Nel 2016 Horvath si è laureata ad Harvard e ha poi proseguito la carriera di attrice, avendo già ottenuto il suo primo ruolo cinematografico nel film Like. Share. Follow.

## Carriera
Il primo ruolo sullo schermo di Horvath è stato quello di Shell nel film horror psicologico della Blumhouse Productions Like. Share. Follow. (2017) che è stato presentato in anteprima mondiale allo Screamfest Horror Film Festival il 18 ottobre 2017.
Nel 2019 ha ottenuto il ruolo da protagonista di Auna Rue nel film horror soprannaturale The Gallows Act II. Lo stesso anno, Horvath ha recitato nel film horror antologico americano The Mortuary Collection, presentato al Fantasia International Film Festival e vincitore dello stesso festival, oltre che di numerosi premi in altri eventi, quali ad esempio il Colorist Awards, il FilmQuest e il Toronto After Dark Film Festival.
Nel 2020 Horvath ha continuato la sua serie di apparizioni nel genere horror, interpretando un'adolescente di 16 anni nel film Attrazione letale (What Lies Below). Lo stesso anno ha recitato nella serie televisiva Don't Look Deeper di Quibi.
Nel 2022 Horvath si è unita al cast della serie televisiva fantasy di Amazon MGM Studios Il Signore degli Anelli - Gli Anelli del Potere, basato sulle opere di J. R. R. Tolkien: interpreta la númenoriana Eärien, sorella di Isildur e figlia di Elendil.
Sebbene il suo personaggio non appaia nei libri, Horvath ha deciso di saperne di più sul mondo di Tolkien, coinvolgendo i fan, ed ha partecipato sia alla première della serie sia a New York che a Londra, a Leicester Square il 30 agosto 2022.

## Filmografia

### Cinema
- Like. Share. Follow., regia di Glenn Gers (2017)
- The Gallows Act II, regia di Travis Cluff e Chris Lofing (2019)
- The Two Hundred Filth, regia di Brock Heasley (2019, cortometraggio)
- The Mortuary Collection, regia di Ryan Spindell (2019)
- Attrazione letale (What Lies Below), regia di Braden R. Duemmler (2020)
- Who Are You People, regia di Ben Epstein (2023)
- The Strangers: Capitolo 1 (The Strangers: Chapter 1), regia di Renny Harlin (2024)

### Televisione
- Don't Look Deeper – serie TV, 11 episodi (2020)
- Il Signore degli Anelli - Gli Anelli del Potere (The Lord of the Rings: The Rings of Power) – serie TV (2022-in corso)